# Barleria paolioides
Barleria paolioides är en akantusväxtart som beskrevs av I.Darbysh.. Barleria paolioides ingår i släktet Barleria och familjen akantusväxter. Inga underarter finns listade i Catalogue of Life.